# Roger Boyle, II conte di Orrery
Roger Boyle, II conte di Orrery (Dublino, 24 agosto 1646 – 29 marzo 1682), è stato un politico irlandese.

## Biografia
Era il figlio di Roger Boyle, I conte di Orrery, e di Lady Margaret, figlia di Theophilus Howard, II conte di Suffolk. Studiò al Trinity College di Dublino.

## Carriera politica
Nel 1665 entrò nella Camera dei Comuni irlandese per County Cork, carica che ha mantenuto fino l'anno successivo. Nel 1679 successe al padre nella contea ed è entrato nella Camera dei Lord irlandese.

## Matrimonio
Sposò, il 6 febbraio 1665, Mary Sackville (4 febbraio 1647-4 novembre 1710), figlia di Richard Sackville, V conte di Dorset, e di Frances Cranfield. Ebbero due figli:
- Lionel Boyle, III conte di Orrery (1670-24 agosto 1703)
- Charles Boyle, IV conte di Orrery (28 luglio 1674-28 agosto 1731)

## Morte
Morì il 29 marzo del 1682, all'età di 35 anni. La contessa di Orrery morì a Londra nel novembre del 1710, all'età di 62 anni.